# Vila Nova de Cerveira (freguesia)
A Freguesia de Vila Nova de Cerveira foi uma freguesia portuguesa do Município de Vila Nova de Cerveira, que tinha 3,53 km² de área e 1 432 habitantes (2011), tendo, por isso, uma densidade populacional de 405,7 hab./km².
A Freguesia de Vila Nova de Cerveira foi extinta (agregada) pela reorganização administrativa de 2013, tendo o seu território sido agregado ao da Freguesia de Lovelhe para criar a Freguesia de Vila Nova de Cerveira e Lovelhe.

## População
| Número de habitantes | Número de habitantes | Número de habitantes | Número de habitantes | Número de habitantes | Número de habitantes | Número de habitantes | Número de habitantes | Número de habitantes | Número de habitantes | Número de habitantes | Número de habitantes | Número de habitantes | Número de habitantes | Número de habitantes |
| -------------------- | -------------------- | -------------------- | -------------------- | -------------------- | -------------------- | -------------------- | -------------------- | -------------------- | -------------------- | -------------------- | -------------------- | -------------------- | -------------------- | -------------------- |
| 1864                 | 1878                 | 1890                 | 1900                 | 1911                 | 1920                 | 1930                 | 1940                 | 1950                 | 1960                 | 1970                 | 1981                 | 1991                 | 2001                 | 2011                 |
| 1 452                | 1 384                | 1 376                | 1 421                | 1 339                | 1 403                | 1 442                | 1 485                | 1 493                | 1 279                | 955                  | 975                  | 1 522                | 1 264                | 1 432                |

(Obs.: Número de habitantes "residentes", ou seja, que tinham a residência oficial neste município à data em que os censos se realizaram.)

## Património
- Castelo de Vila Nova de Cerveira

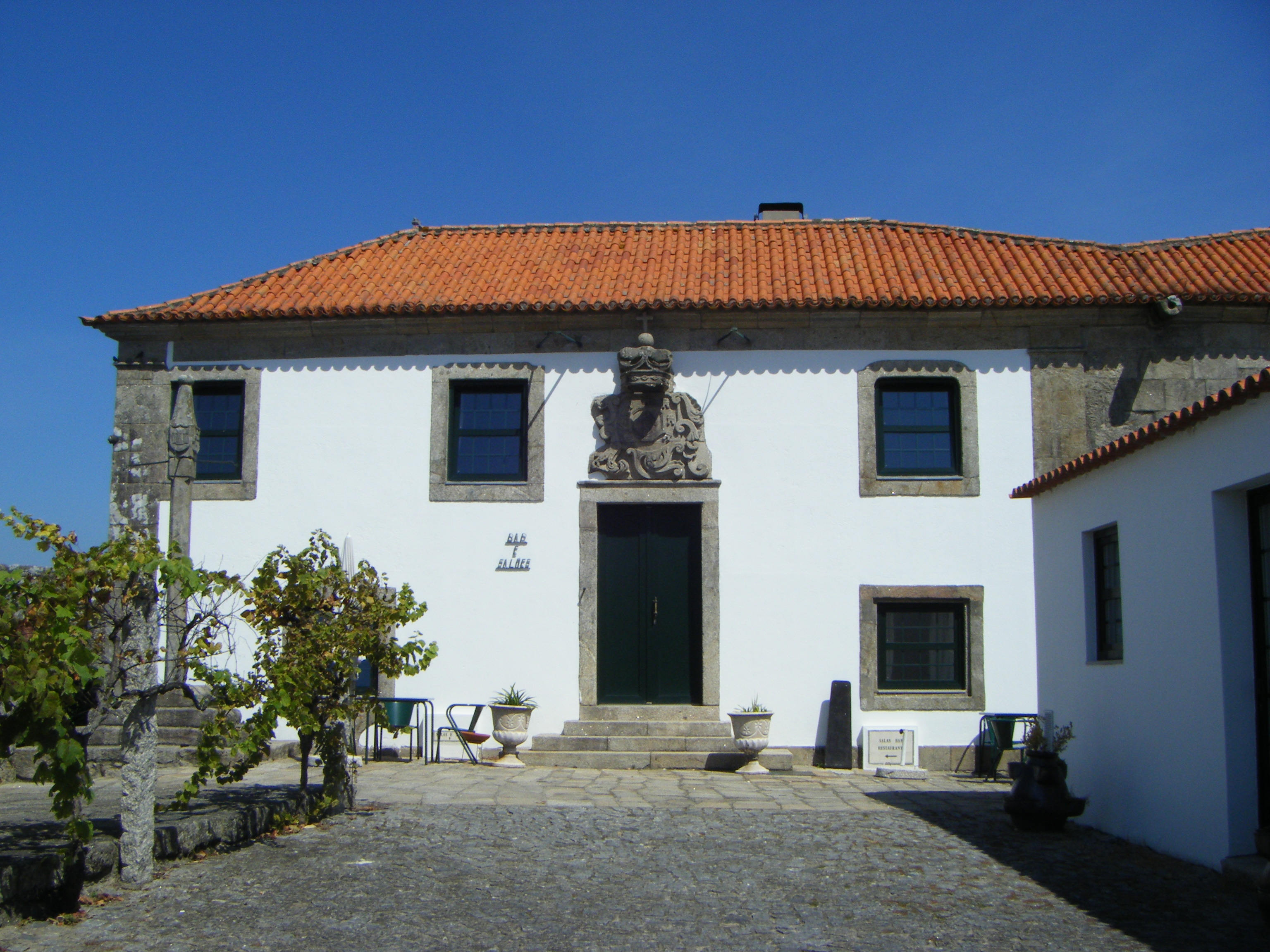
Solar dos Castros

- Pelourinho de Vila Nova de Cerveira
- Igreja da Misericórdia de Vila Nova de Cerveira
- Solar dos Castros